# High Church
Il termine Chiesa Alta (High Church in inglese) si riferisce a quelle credenze e pratiche dell'ecclesiologia, della liturgia e della teologia che oppongono formalmente resistenza alla "modernizzazione". Sebbene usata in legame con altre tradizioni cristiane, il termine si è originato ed è oggi comunemente utilizzato nella tradizione anglicana, nella quale descrive una corrente di pensiero dell'anglicanesimo associata popolarmente ad una serie di pratiche tipiche invece del cattolicesimo. Il termine della controparte corrispondente è Chiesa Bassa.

## Variazioni
La cosiddetta Chiesa Alta tende ad essere particolarmente aderente alle direttive dettate dal Book of Common Prayer.
Il movimento tende ad essere molto più conservativo di altre prospettive e soprattutto molto più vicino alla Chiesa cattolica in quanto a moralità. Di contrasto, l'ala evangelica dell'anglicanesimo è più vicina al pensiero protestante. Proprio perché conservatori i fautori della Chiesa Alta tendono ad esempio a rigettare l'ordinazione sacerdotale delle donne.
Il concetto di Chiesa Alta si può estendere quindi anche ad altre confessioni protestanti come ad esempio «Chiesa Alta nel Presbiterianismo» o «Chiesa Alta nel Metodismo». Con il luteranesimo si è ravvisata una distinzione storica oggi definibile in neoluteranesimo e pietismo.

## Evoluzione del termine
Nel XVII secolo il termine "Chiesa Alta" era utilizzato per descrivere il clero e i laici che ponevano particolare enfasi sulle posizioni della Chiesa di stato, enfasi sui rituali o le pratiche liturgiche, in opposizione ai puritani, i quali invece chiedevano alla Chiesa d'Inghilterra di abbandonare la sua tradizionale enfasi liturgica nonché le strutture episcopali, così da diminuire decisamente le distinzioni tra anglicanesimo e cristianesimo riformato.
Sino all'inizio del XIX secolo il termine “ecclesiastico della Chiesa Alta” indicava una persona che manteneva i legami tra la chiesa e lo stato e la liturgia del Prayer Book del 1662. Nel XIX secolo il Movimento di Oxford con la chiesa d'Inghilterra diede vita al «movimento della Chiesa Alta», con l'intento di salvare le posizioni della chiesa anglicana date le recenti emancipazioni dei cattolici e del corpo politico inglese. John Henry Newman fu uno dei padri di questo movimento ed un ecclesiastico della Chiesa Alta egli stesso, assieme ad Edward Bouverie Pusey, che ne fu il padre spirituale.